# Луций Юлий Цезар (син на Нумерий)
Вижте пояснителната страница за други значения на Луций Юлий Цезар.
Луций Юлий Цезар I (на латински: Lucius Julius Caesar) e предполагаем, вероятно несъществувал сенатор на Римската република през 3 век пр.н.е.
Произлиза от знатната фамилия Юлии от Алба Лонга. Той е син на Нумерий Юлий Цезар и внук на Луций Юлий Либон Млади. Правнук е на Луций Юлий Либон (консул 267 пр.н.е.).
Луций е баща на Секст Юлий Цезар I, който е сенатор и военен трибун през 2 век пр.н.е.